# 下溪洲 (臺中市)
下溪洲，是臺灣臺中市神岡區的一個傳統地域名稱，位於該區東北部。相較於今日行政區，其範圍大致包括溪洲里、神洲里、豐洲里不含東北部及南部邊界地帶東段，以及豐原區西湳里最西端。

## 歷史
台灣清治末期至日治初期，下溪洲地區為一街庄，稱為「下溪洲庄」，隸屬於捒東上堡。該庄北隔大甲溪與舊社庄相望，東與大湳庄為鄰，南邊為圳藔庄、大社庄，西南邊為北庄，西邊為圳堵庄。
1901年（日治明治三十四年）11月，全台廢縣廳改設二十廳，該庄隸屬於臺中廳。1903年（明治三十六年）6月，該庄編入「社口區」，仍隸屬於臺中廳。1909年（明治四十二年）10月，合併二十廳為十二廳，社口區隸屬不變。1920年（大正九年），全台地方制度大改正，廢十二廳改設五州二廳，該庄改制為「下溪洲」大字，隸屬於臺中州豐原郡神岡庄，大字下有「後寮」、「後壁厝」小字名。
戰後神岡庄改制為神岡鄉，隸屬於臺中縣，大字亦改制為村。1950年10月，中、彰、投分治，神岡鄉仍隸屬臺中縣。2010年12月，臺中縣市合併為直轄臺中市，神岡鄉改制為神岡區，村亦改制為里。

## 聚落
本地區發展較早的聚落有牛糞崎腳、後壁厝、中藔、苦令腳、前藔、後藔等，在日治期初期的官方地圖上已有記載。此外，本地區尚有五股、神洲、二十八番、四股庄、暗光林、頂厝、石頭厝、十五庄、下厝、下寮、大分、李厝、竹圍內等聚落。

## 交通
國道1號又稱「中山高速公路」，是台灣西部兩條縱向高速公路之一，大致以北偏東—南偏西走經過下溪洲地區中部，並在境內北部與國道4號交會處設有台中系統交流道。最近的一般交流道是在本地區南側不遠處省道台10線交會口的豐原交流道，由此可快速前往國道1號沿線各地。
國道4號是清水至豐原的東西向高速公路，大致以西北—東南走向轉西南西—東北東走向蜿蜒經過本地區中部偏北地帶，除了在國道1號交會處設有台中系統交流道外，另在本地區西北側邊界處設有神岡交流道。
區道中72線（豐洲路）是牛糞崎至豐原的道路，其西側端點位於本地區西部下寮聚落西側區道中74線路口。由此向東南蜿蜒而行，出境後可前往大湳西南端、圳寮東端並止於省道台13線路口。
區道中74線（豐洲路、神洲路、東洲路29巷、東洲路）是北庄至豐原大橋的道路，大致以西南－東北走向由本地區西南部邊界入境，蜿蜒行經下寮聚落西側區道中74線起點路口後不遠處，轉西南西－東北東走向再轉西北－東南走向再轉西向東蜿蜒出境。由該道路向西南可前往北庄地區中部偏南的區道中78線路口，向東轉東北可前往大湳北部並止於豐原大橋橋頭的省道台13線路口。
區道中83線（大明路、大洲路）是溪洲至三角的道路，其北側端點位於本地區中部偏東北的區道中74線路口。由此向南蜿蜒而行，經區道中72線路口後續行，出境後可前往大社、大社與社皮交界地帶、社皮與三角子交界地帶、三角子並止於區道中82線路口。

## 學校
- 豐洲國小